# یان یونگلوئد
یان یونگلوئد (انگلیسی: Jan Jongbloed؛ زادهٔ ۲۵ نوامبر ۱۹۴۰ – درگذشتهٔ ۳۰ اوت ۲۰۲۳) بازیکن فوتبال اهل پادشاهی هلند بود.
از باشگاه‌هایی که در آن بازی کرده‌است می‌توان به باشگاه فوتبال رودا جی‌سی کرکراد و باشگاه فوتبال گو اهد ایگلز اشاره کرد.
وی همچنین در تیم ملی فوتبال هلند بازی کرده‌است.